# Billy Snedden

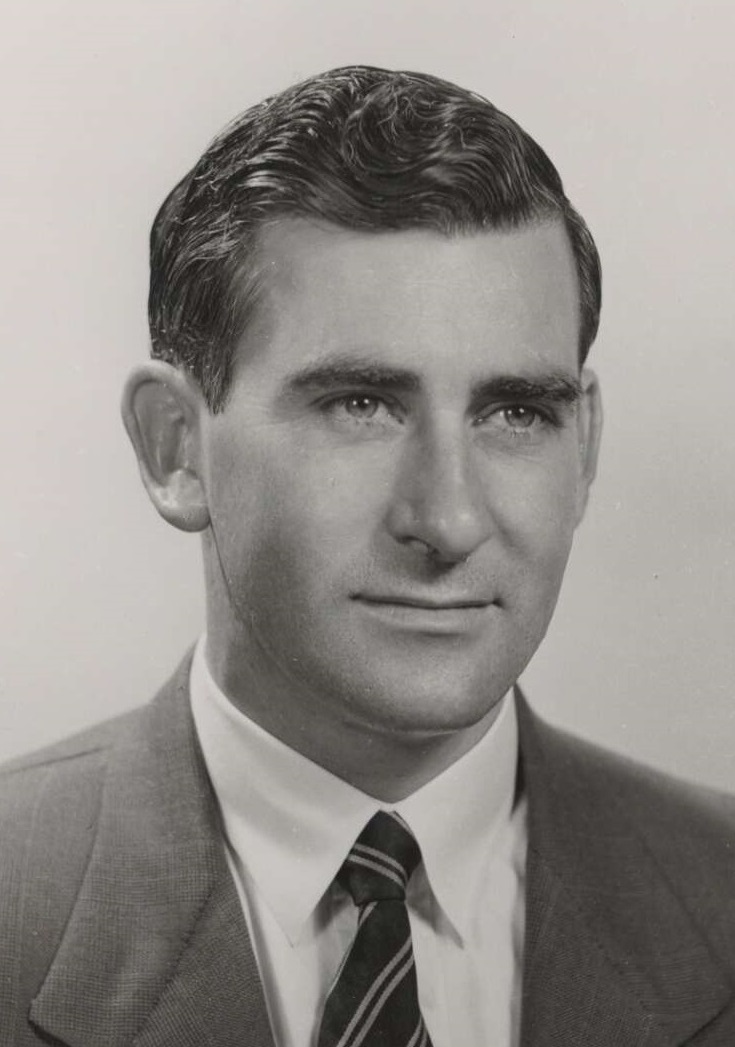
Billy Snedden in den 1950ern

Sir Billy Mackie Snedden, KCMG, QC (* 31. Dezember 1926 in Perth, Western Australia; † 27. Juni 1987) war ein australischer Politiker und der fünfte Vorsitzende der Liberal Party of Australia.

## Frühes Leben
Billy Snedden wurde am 31. Dezember 1926 im westaustralischen Perth als Sohn eines Steinmetzes geboren und wurde auf staatlichen Schulen unterrichtet. Im Jahr 1945, dem letzten Kriegsjahr des Zweiten Weltkriegs, schloss er sich der Royal Australian Air Force an. Nach dem Krieg schied er aus der Armee aus und studierte Jura an der University of Western Australia. Im Jahr 1950 heiratete Snedden Joy Forsyth, mit der er vier Kinder hatte. Im Jahr 1951 nahm er nach dem erfolgreichen Abschluss seines Studiums die Arbeit als Jurist auf. In dieser Zeit versuchte er einmal für das Parlament von Western Australia und einmal für das australische Repräsentantenhaus einen Sitz zu erobern, war jedoch beide Male nicht erfolgreich.

## Politische Karriere
Im Jahr 1954 zog Snedden nach Melbourne, wo er bis zu seiner Wahl ins Repräsentantenhaus für den außerhalb der Stadt gelegenen Wahlbezirk Bruce als Jurist arbeitete. Von Robert Menzies wurde er 1965 zum Attorney-General of Australia ernannt. In den Jahren 1966 bis 1969 arbeitete er als Immigrationsminister und in den Jahren 1969 bis 1971 als Arbeits- und Wehrdienstminister, was ihn zur Zielscheibe seiner politischen Gegner machte, da die Politik der Regierung zur Wehrpflicht in Australien während des Vietnamkriegs auf enormen Widerstand in der Bevölkerung stieß. Im Jahr 1967, nach dem Tod von Harold Holt, war er erstmals Kandidat für den Parteivorsitz der Liberalen, wo man ihn jedoch nicht ernsthaft als Kandidat in Betracht zog.

### Parteispitze
Im Jahr 1971 wurde Snedden durch William McMahon zum Finanzminister ernannt und zum Vize-Vorsitzenden seiner Partei gewählt. Nachdem McMahon 1972 der Labor Party unter Gough Whitlam unterlag, wurde Snedden formgerecht zum neuen Parteivorsitzenden gewählt.
Nach den Wahlen 1974 beschloss der konservative Flügel der Liberal Party, angeführt von Malcolm Fraser, Snedden von der Parteispitze zu verdrängen was nur unter großen Anstrengungen verhindert werden konnte. Im März 1975 wagte Fraser einen erneuten Anlauf auf den Posten des Vorsitzenden, da Snedden seinen Labour-Rivalen Whitlam nicht in Bedrängnis bringen konnte. Snedden wurde abgewählt und wurde damit zum ersten Vorsitzenden der Liberalen, der nicht Premierminister des Landes wurde. Er zog sich von der vordersten Front zurück bis Fraser ihn im Februar 1976 bei der Wahl zum Sprecher des Repräsentantenhauses unterstützte.

### Sprecher des Repräsentantenhauses
Snedden übte sein neues Amt mit Würde und Leidenschaft aus und wurde noch in seiner Amtszeit (Januar 1978) zum Ritter geschlagen. Im Jahr 1982 bekam Snedden die Möglichkeit zur Rache an Fraser, als dieser von einem Labor-Abgeordneten, Bob Hawke, als Lügner beschimpft wurde und Snedden ihn nicht zurechtwies. Dies musste Fraser hinnehmen, da er nicht den Sprecher des Repräsentantenhauses angreifen durfte.

## Späteres Leben
Nachdem die Regierung um Fraser 1983 gegen Hawke die Wahlen verloren hatte, trat Snedden plötzlich aus dem Parlament zurück. Er trennte sich von seiner Frau und zog sich aufgrund seines schlechten Gesundheitszustandes vom öffentlichen Leben zurück.
Im Jahr 1987 verstarb Snedden an einem Herzanfall beim Geschlechtsverkehr.

## Ehrungen
Snedden wurde im Januar 1978 zum Knight Commander des Order of St. Michael and St. George (KCMG) ernannt. Zudem wurde er Kronanwalt (QC).